# Baons-le-Comte
Baons-le-Comte ist eine französische Gemeinde mit 336 Einwohnern (Stand: 1. Januar 2022) im Département Seine-Maritime in der Region Normandie. Baons-le-Comte gehört zum Arrondissement Rouen und zum Kanton Yvetot. Die Bewohner werden Banais und Banaises genannt.

## Geographie
Baons-le-Comte liegt westlich des Zentrums des Départements, etwa 32 Kilometer nordwestlich von Rouen in der Landschaft Pays de Caux. 
Umgeben wird Baons-le-Comte von den sieben Nachbargemeinden:
|                  | Les Hauts-de-Caux                           |                 |
| Hautot-le-Vatois | Kompassrose, die auf Nachbargemeinden zeigt | Ectot-lès-Baons |
| Valliquerville   | Sainte-Marie-des-Champs Yvetot              | Écalles-Alix    |

## Einwohnerentwicklung
| 1962                       | 1968 | 1975 | 1982 | 1990 | 1999 | 2006 | 2013 | 2020 |
| -------------------------- | ---- | ---- | ---- | ---- | ---- | ---- | ---- | ---- |
| 225                        | 247  | 289  | 303  | 340  | 359  | 345  | 365  | 334  |
| Quellen: Cassini und INSEE |      |      |      |      |      |      |      |      |

## Sehenswürdigkeiten
- Pfarrkirche Saint-Romain mit einem Chor aus dem 16. Jahrhundert, Langhaus und Glockenturm aus dem 19. Jahrhundert
- Schloss mit Park, erbaut 1864
- Schloss aus dem 18. Jahrhundert
- Herrenhaus aus dem ausgehenden 16. Jahrhundert